# ليك فيليج
ليك فيليج (بالإنجليزية: Lake Village, Arkansas)‏ هي مدينة تقع في مقاطعة تشيكوت، أركنسو بولاية أركنساس في الولايات المتحدة. تبلغ مساحة هذه المدينة 5.4 (كم²)، وترتفع عن سطح البحر 33 م، بلغ عدد سكانها 2575 نسمة في عام 2010 حسب إحصاء مكتب تعداد الولايات المتحدة.

## التركيبة السكانية
حدّد مكتب تعداد الولايات المتحدة بيانات التركيبة السكانية لليك فيليج في تعداد الولايات المتحدة. في ما يلي، التركيبة السكانية حسب تعدادي 2000 و2010.

### تعداد عام 2000
بلغ عدد سكان ليك فيليج 2,823 نسمة بحسب تعداد عام 2000، وبلغ عدد الأسر 1,090 أسرة وعدد العائلات 705 عائلة مقيمة في القرية. في حين سجلت الكثافة السكانية 441.8 نسمة لكل كيلومتر مربع (1,144.3/ميل2). وبلغ عدد الوحدات السكنية 1,233 وحدة بمتوسط كثافة قدره 193 لكل كيلومتر مربع (499.9/ميل2).
وتوزع التركيب العرقي للقرية بنسبة 40.74% من البيض و56.15% من الأمريكيين الأفارقة و0.21% من الأمريكيين الأصليين و1.13% من الأمريكيين ذوي الأصول الآسيوية و0.57% من الأعراق الأخرى و1.20% من عرقين مختلطين أو أكثر و1.38% من الهسبانيون أو اللاتينيون من أي عرق.
بلغ عدد الأسر 1,090 أسرة كانت نسبة 40.3% منها لديها أطفال تحت سن الثامنة عشر تعيش معهم، وبلغت نسبة الأزواج القاطنين مع بعضهم البعض 36.6% من أصل المجموع الكلي للأسر، ونسبة 24.2% من الأسر كان لديها معيلات من الإناث دون وجود شريك،  بينما كانت نسبة 3.9% من الأسر لديها معيلون من الذكور دون وجود شريكة وكانت نسبة 35.3% من غير العائلات. تألفت نسبة 32.6% من أصل جميع الأسر من عدة أفراد يعيشون في نفس المنزل ونسبة 15.1% كانت تتألف من شخص يعيش بمفرده يبلغ من العمر 65 عاماً أو أكثر. وبلغ متوسط حجم الأسرة المعيشية 2.49، أما متوسط حجم العائلات فبلغ 3.16.
بلغ العمر الوسطي للسكان 36.0 عاماً. وكانت نسبة 29.3% من القاطنين تحت سن الثامنة عشر، وكانت نسبة 7.8% بين الثامنة عشر والرابعة والعشرين عاماً، ونسبة 25.1% كانت واقعةً في الفئة العمرية ما بين الخامسة والعشرين والرابعة والأربعين عاماً، ونسبة 19.4% كانت ما بين الخامسة والأربعين والرابعة والستين، ونسبة 14.5% كانت ضمن فئة الخامسة والستين عاماً فما فوق. يوجد لكل 100 أنثى 81.8 ذكر، ويوجد لكل 100 أنثى في الثامنة عشر من عمرها فما فوق 73.0 ذكر.
بلغ متوسط دخل الأسرة في القرية 20,625 دولارًا، أما متوسط دخل العائلة فبلغ 28,438 دولارًا. وكان متوسط دخل الذكور 37,031 دولارًا مقابل 14,872 دولارًا للإناث. وسجل دخل الفرد الخاص بالقرية 12,677 دولارًا. وكانت نسبة 29.1% من العائلات ونسبة 36.1% من السكان تحت خط الفقر، وكان من هؤلاء نسبة 49.8% تحت سن الثامنة عشر ونسبة 24.5% في الخامسة والستين من العمر وما فوق.

### تعداد عام 2010
بلغ عدد سكان ليك فيليج 2,575 نسمة بحسب تعداد عام 2010، وبلغ عدد الأسر 1,055 أسرة وعدد العائلات 613 عائلة مقيمة في القرية. في حين سجلت الكثافة السكانية 403 نسمة لكل كيلومتر مربع (1,043.8/ميل2). وبلغ عدد الوحدات السكنية 1,184 وحدة بمتوسط كثافة قدره 185.3 لكل كيلومتر مربع (479.9/ميل2).
وتوزع التركيب العرقي للقرية بنسبة 36.12% من البيض و60.50% من الأمريكيين الأفارقة و0.08% من الأمريكيين الأصليين و0.82% من الأمريكيين ذوي الأصول الآسيوية و0.04% من سكان جزر المحيط الهادئ و1.40% من الأعراق الأخرى و1.05% من عرقين مختلطين أو أكثر و2.83% من الهسبانيون أو اللاتينيون من أي عرق.
بلغ عدد الأسر 1,055 أسرة كانت نسبة 32.1% منها لديها أطفال تحت سن الثامنة عشر تعيش معهم، وبلغت نسبة الأزواج القاطنين مع بعضهم البعض 32.2% من أصل المجموع الكلي للأسر، ونسبة 21.8% من الأسر كان لديها معيلات من الإناث دون وجود شريك،  بينما كانت نسبة 4.1% من الأسر لديها معيلون من الذكور دون وجود شريكة وكانت نسبة 41.9% من غير العائلات. تألفت نسبة 38.1% من أصل جميع الأسر من عدة أفراد يعيشون في نفس المنزل ونسبة 19.5% كانت تتألف من شخص يعيش بمفرده يبلغ من العمر 65 عاماً أو أكثر. وبلغ متوسط حجم الأسرة المعيشية 2.35، أما متوسط حجم العائلات فبلغ 3.15.
بلغ العمر الوسطي للسكان 40.6 عاماً. وكانت نسبة 25.5% من القاطنين تحت سن الثامنة عشر، وكانت نسبة 8% بين الثامنة عشر والرابعة والعشرين عاماً، ونسبة 20.5% كانت واقعةً في الفئة العمرية ما بين الخامسة والعشرين والرابعة والأربعين عاماً، ونسبة 25.8% كانت ما بين الخامسة والأربعين والرابعة والستين، ونسبة 20.2% كانت ضمن فئة الخامسة والستين عاماً فما فوق. وتوزع التركيب الجنسي للسكان بنسبة 44.7% ذكور و55.3% إناث.

## أعلام
- مارغريت هنت هيل
- بوب فورت
- دارين توني

## وصلات خارجية
- lakevillagearkansas.net
- The US50 - Cities and Towns in Arkansas State
- 2012 United States Census Estimate